# Assemblée des évêques catholiques du Québec
L'Assemblée des évêques catholiques du Québec (AECQ) est l'association des évêques catholiques de la province de Québec au Canada. Elle rassemble tous les évêques catholiques du Québec tant ceux de rite latin que ceux des Églises catholiques orientales. L'AECQ est l'une des quatre assemblées régionales de la Conférence des évêques catholiques du Canada.

## Membres
L'Assemblée des évêques catholiques du Québec comprend les évêques des diocèses de rite latin du Québec ainsi que les éparches de l'éparchie catholique maronite de Saint-Maron de Montréal et de l'éparchie catholique melkite de Saint-Sauveur de Montréal, ainsi que l'exarque apostolique pour les fidèles syro-catholiques au Canada. Elle comprend également l'évêque de l'ordinariat militaire du Canada qui fait partie de toutes les assemblées régionales du Canada. De plus, elle comprend également les évêques auxiliaires des diocèses québécois. Depuis septembre 2023, son président est Martin Laliberté, évêque du diocèse de Trois-Rivières,.

### Liste des membres
| Diocèse                                                          | Évêque(s)                                                |
| ---------------------------------------------------------------- | -------------------------------------------------------- |
| Amos et Rouyn-Noranda                                            | Guy Boulanger                                            |
| Baie-Comeau                                                      | Pierre Charland                                          |
| Chicoutimi                                                       | René Guay                                                |
| Gaspé                                                            | Claude Lamoureux                                         |
| Gatineau                                                         | Paul-André Durocher                                      |
| Joliette                                                         | Louis Corriveau                                          |
| Montréal                                                         | Christian Lépine                                         |
| Nicolet                                                          | Daniel Jodoin                                            |
| Pembroke                                                         | Michael Brehl                                            |
| Québec                                                           | Gérald Cyprien Lacroix Juan Carlos Londoño Jean Tailleur |
| Rimouski                                                         | Denis Grondin                                            |
| Saint-Hyacinthe                                                  | Christian Rodembourg                                     |
| Saint-Jean-Longueuil                                             | Claude Hamelin                                           |
| Saint-Jérôme-Mont-Laurier                                        | Raymond Poisson                                          |
| Sainte-Anne-de-la-Pocatière                                      | Pierre Goudreault                                        |
| Sherbrooke                                                       | Luc Cyr                                                  |
| Trois-Rivières                                                   | Martin Laliberté                                         |
| Valleyfield                                                      | Alain Faubert (en)                                       |
| Éparchie catholique maronite de Saint-Maron de Montréal          | Paul-Marwan Tabet                                        |
| Éparchie catholique melkite de Saint-Sauveur de Montréal         | Milad Jawish                                             |
| Exarchat apostolique du Canada pour les fidèles syro-catholiques | Antoine Nassif                                           |
| Ordinariat militaire                                             | Scott McCaig                                             |